# Ouratea knappiae
Ouratea knappiae är en tvåhjärtbladig växtart som beskrevs av C. Whitefoord. Ouratea knappiae ingår i släktet Ouratea och familjen Ochnaceae. Inga underarter finns listade i Catalogue of Life.